# František Michl
František Michl (9. srpna 1850 Korouhev u Poličky - 2. srpna 1900 tamtéž) byl český lékař, jeden z nejlepších pražských chirurgů. Začínal jako asistent profesorů Blažiny a Weisse. Roku 1883 jmenován docentem na české lékařské fakultě, r. 1891 profesorem. S profesorem Neureutterem zakládal Českou dětskou nemocnici na Karlově. Autor odborných článků, knižně vydal reportáž Z vědecké cesty. Uznávaný pro svůj přínos pacientům i studentům, vlídné vystupování a humanismus. Rozsáhlý majetek odkázal na dobročinné účely.

## Život
Pocházel z obce Korouhev u Poličky. V dětství ztratil otce, ale výchova, které se mu dostalo od matky i na obecní škole, v něm zakořenila pracovitost, trpělivost, soběstačnost v chudobě i hlubokou křesťanskou víru.
Absolvoval gymnázium v Hradci Králové a lékařskou fakultu v Praze. Během studia pomáhal jako „fiškus“ či „elév“ profesoru Blažinovi — posluhoval u operací, psal chorobopisy, pomáhal asistentům apod. Roku 1874 získal doktorský titul a stal se asistentem profesora Blažiny ve Všeobecné nemocnici. Tento významný chirurg ale měl už svá nejlepší léta za sebou, ztrácel životní energii i zájem o své povolání. Větší inspirací pro Michla byl jeho nástupce Vilém Weiss, jemuž také dělal asistenta. Oba učitelé byli konzervativní, nedůvěřiví k inovacím; Michl naopak nové postupy studoval a snažil se je zavádět, i když jejich širší prosazení bylo nakonec zásluhou dr. Maydla. Vedle práce ve všeobecné nemocnici působil také jako asistent na gynekologii u profesora Strenga.
Roku 1883 se habilitoval jako docent, jeden z prvních na obnovené české lékařské fakultě. O rok později uskutečnil na stipendium pražské obce studijní cestu do Německa, Londýna, Edinburghu a Paříže. Svá pozorování pak shrnul do knihy Z vědecké cesty (1887).
Byl mimořádně aktivní. Po náročném dnu ve Všeobecné nemocnici nebo u Alžbětinek vedl mezi 18. a 20. hodinou večerní přednášky o chirurgii a pak ještě občas zadarmo prováděl operace v dětské nemocnici. Měl velkou snahu pomáhat, jak pacientům tak i studentům. Na svých přednáškách si dával velmi záležet na tom, aby si studenti jeho výklad zapamatovali. Zůstal svobodný, jeho největší mimopracovní zálibou bylo umění-malířství, zejména krajinomalba. České malíře podporoval i finančně.
2. prosince 1891 byl jmenován c. k. mimořádným profesorem chirurgie na české lékařské fakultě.
Společně s profesorem Neureutterem se zapojil do úsilí o založení samostatné české dětské nemocnice v Praze. 27. listopadu 1898 pronesl proslov při kladení základního kamene k její stavbě. Po smrti prof. Neureuttra (1899) byl jmenován ředitelem, jejího otevření se ale nedožil.
Neměl zájem stát se společenskou celebritou. Na rozdíl od jiných slavných chirurgů té doby, jako byli Karel Maydl a Alexandr Pavlík, ho nebylo vidět v divadle či restauraci, ale téměř všechen čas trávil u nemocných a studentů, často zadarmo. K jeho pacientům ale patřily i slavné osobnosti, jako např. Jan Neruda nebo novinář Josef Hubáček. Svou úspěšnou praxí velmi zbohatl. Za vydělané peníze zrekonstruoval rodný dům v Korouhvi, do kterého pak jezdil na léto. Podporoval také umělce a chudé. Byl dopisujícím členem Tovaryšstva lékařského ve Varšavě.
Zemřel na rakovinu krátce před padesátými narozeninami. Asi čtyři dny před smrtí se v Praze setkal s novináři z Národních listů, kteří pozorovali jeho špatný zdravotní stav. Poté odjel do rodné obce, kde zakrátko zemřel za příznaků perforativní peritonitidy (zánětu pobřišnice). Pohřben byl do rodinné hrobky. Zanechal rozsáhlou pozůstalost, z níž věnoval 100 tisíc korun spolku na výstavbu dětské nemocnice, 30 tisíc korun na opravu korouhevského kostela a další částky jiným dobročinným organizacím (nemocnice Alžbětinek, Ústřední matice školská, Národní jednota severočeská, Spolek českých mediků, Jednota pro dostavění chrámu sv. Víta aj.). Na jeho památku byla v korouhevském kostele vystavena jeho busta, kterou vytvořil sochař V. Schaff.

## Dílo
František Michl přispíval do odborných časopisů (Časopis českých lékařů, Odborná pathologie a therapie). Známé byly například jeho články:
- O kamenech trubice močové
- Příspěvky k léčení pseudoarthros
- Zprávy lékařské z nemocnice Alžbětinek za léta 1865 až 1889
- O přišití jater bloudivých
- Nemoci vaječníků, část operativní

Výsledky stáže z roku 1884 v několika evropských zemích shrnul do knihy Z vědecké cesty (vydána 1887). Navzdory krátkému času (pobyt v zahraničí trval jen asi tři a půl měsíce) shromáždil bohatý materiál, popisující léčebné postupy, organizaci nemocniční péče a vysokoškolského studia, ale také postřehy z místní politiky a prostředí. Rozsah publikace je dokladem Michlovy pracovitosti a její obsah byl zajímavý pro odbornou veřejnost i laiky.
Další rozsáhlejší dílo, Všeobecná chirurgie, nedokončil.